# Trymatococcus
Genre
Classification phylogénétique
Trymatococcus est un genre  de plantes à fleurs de la famille des Moraceae et comprenant deux ou trois espèces d'arbres néotropicaux.

## Description
Il s'agit d'arbres monoïques à feuilles simples, alternes, distiques, à nervures pennées, et à stipules libres semi-amplexicaules. Les inflorescences à l'aisselle des feuilles sont bisexuées, pédonculées et comportent un réceptacle cylindrique. Les fleurs staminées plus ou moins nombreuses, superficielles, sont situées sur la partie supérieure du réceptacle. Leur périanthe est trilobé avec 3 étamines entourant le pistillode. L'unique fleur pistillée est centrale, incrustée dans le réceptacle. L'ovaire, adné au périanthe, comporte deux stigmates filiforme. Le fruit formé avec le périanthe et le réceptacle constitue un ensemble drupacé élargi, charnu, jaunâtre. La grosse graine unique, comporte des cotylédons épais, égaux ou inégaux, mais pas d'endosperme.

## Sélection d'espèces
Noms corrects :
- Trymatococcus amazonicus Poepp. & Endl.
- Trymatococcus oligandrus Engl.

Non résolu :
- Trymatococcus parvifolius Ducke

Synonymies :
- Trymatococcus africanus Baill. = Dorstenia africana (Baill.) C.C. Berg[2]
- Trymatococcus conrauanus Engl. = Dorstenia africana (Baill.) C.C. Berg[3]
- Trymatococcus dorstenioides Engl. = Dorstenia dorstenioides (Engl.) Hijman & C.C. Berg[4]
- Trymatococcus gilletii De Wild. = Dorstenia kameruniana Engl.[5]
- Trymatococcus guanabarinus Duarte = Helicostylis tomentosa (Poepp. & Endl.) Rusby[6]
- Trymatococcus kamerunianus (Engl.) Engl. = Dorstenia kameruniana Engl.[7]
- Trymatococcus oligogynus (Benoist) Lanj. = Dorstenia oligogyna (Pellegr.) C.C. Berg[8]
- Trymatococcus paraensis Pellegr. = Trymatococcus amazonicus Poepp. & Endl.[9]
- Trymatococcus turbinatus (Spruce ex Baill.) Ducke = Trymatococcus amazonicus Poepp. & Endl.[10]
- Trymatococcus usambarensis Engl. = Dorstenia kameruniana Engl.[11]